# 네이버 바이브
네이버 바이브(Naver VIBE)는 2018년 6월에 출시한 네이버의 음악 스트리밍 서비스이다. 2019년 2월까지는 모바일 앱에서만 이용 가능했으며, 2019년 3월부터 PC와 모바일 웹에서도 이용 가능하다. 2020년 11월 1일 네이버 뮤직 서비스가 종료되면서 네이버 바이브와 통합되었다.

## 같이 보기
- 라인 뮤직
- 멜론 (온라인 음악 서비스)